# Championnat du Sénégal de football 2008
Navigation
Saison 2007 Saison 2009
La saison 2008 du Championnat du Sénégal de football est la quarante-troisième édition de la première division au Sénégal et la toute première de l'ère professionnelle. Les vingt meilleures équipes du pays sont réparties en deux poules de dix, où elles s'affrontent deux fois, à domicile et à l'extérieur. À l'issue de cette phase, le premier de chaque poule dispute la finale pour le titre tandis que le dernier est relégué et remplacé par les deux meilleurs clubs de Division 2.
La quatorzième journée du championnat a étais particulière entre As Douane et la Linguère
C'est l'AS Douanes, double tenant du titre, qui remporte à nouveau le championnat cette saison après avoir battu lors de la finale nationale Casa Sport. L'ASC Yakaar complète le podium après avoir remporté le match de classement face à l'ASC HLM de Dakar. C'est le cinquième titre de champion du Sénégal de l'histoire du club, le troisième consécutif.
En fin de saison, les deux finalistes sont qualifiés pour la Ligue des champions de la CAF tandis que le 3e et le vainqueur de la Coupe du Sénégal obtiennent leur billet pour la Coupe de la confédération. Enfin, deux clubs obtiennent leur billet pour la Coupe de l'UFOA, qui est de nouveau mise en place après neuf ans d'interruption.

## Les clubs participants
| - ASC Renaissance de Dakar - ASCE La Linguère - Promu de Division 2 - UCST Port Autonome - AS Douanes - ASC Jeanne d'Arc - ASC Saloum - US Gorée - Casa Sports - ASC Yakaar - ASC Xam Xam | - ASC HLM de Dakar - ASC Jaraaf - Thiès FC - CNEPS Excellence - Promu de Division 2 - Dakar UC - ASC Sonacos - ASAC Ndiambour - Stade de Mbour - US Ouakam - Guédiawaye FC |

## Compétition
Le barème de points servant à établir les classements se décompose ainsi :
- Victoire : 3 points
- Match nul : 1 point
- Défaite : 0 point

### Première phase

#### Groupe A
| Rang | Équipe            | Pts | J  | G | N  | P  | Bp | Bc | Diff |
| ---- | ----------------- | --- | -- | - | -- | -- | -- | -- | ---- |
| 1    | AS DouanesT       | 32  | 18 | 8 | 8  | 2  | 20 | 9  | +11  |
| 2    | ASC HLM de Dakar  | 29  | 18 | 7 | 8  | 3  | 18 | 11 | +7   |
| 3    | ASC LinguèreP     | 29  | 18 | 7 | 8  | 3  | 18 | 11 | +7   |
| 4    | ASC Jeanne d'Arc  | 26  | 18 | 6 | 8  | 4  | 20 | 15 | +5   |
| 5    | ASC Port Autonome | 26  | 18 | 7 | 5  | 6  | 20 | 16 | +4   |
| 6    | US Ouakam         | 23  | 18 | 4 | 11 | 3  | 13 | 12 | +1   |
| 7    | ASEC Ndiambour    | 23  | 18 | 5 | 8  | 5  | 13 | 16 | -3   |
| 8    | ASC Suneor        | 18  | 18 | 3 | 9  | 6  | 9  | 16 | -7   |
| 9    | ASC Thiès         | 17  | 18 | 3 | 8  | 7  | 9  | 11 | -2   |
| 10   | ASC Xam Xam       | 9   | 18 | 2 | 3  | 13 | 11 | 34 | -23  |

|  | Qualification pour la phase finale pour le titre           |
|  | participation au barrage pour la Coupe de la confédération |
|  | Relégation directe en Division 2                           |
|  | T : Tenant du titre P : Promu de Division 2                |

#### Groupe B
| Rang | Équipe                | Pts | J  | G  | N | P  | Bp | Bc | Diff |
| ---- | --------------------- | --- | -- | -- | - | -- | -- | -- | ---- |
| 1    | Casa Sport            | 36  | 18 | 11 | 3 | 4  | 20 | 9  | +11  |
| 2    | ASC Yakaar            | 34  | 18 | 9  | 7 | 2  | 16 | 8  | +8   |
| 3    | Stade de Mbour        | 32  | 18 | 8  | 8 | 2  | 15 | 6  | +9   |
| 4    | ASC DiarafC           | 29  | 18 | 7  | 8 | 3  | 16 | 11 | +5   |
| 5    | US Gorée              | 24  | 18 | 6  | 6 | 6  | 18 | 18 | 0    |
| 6    | CNEPS ExcellenceP     | 23  | 18 | 6  | 5 | 6  | 14 | 12 | +2   |
| 7    | ASC Saloum            | 17  | 17 | 3  | 8 | 6  | 12 | 19 | -7   |
| 8    | Dakar Université Club | 14  | 18 | 2  | 8 | 8  | 5  | 12 | -7   |
| 9    | Guédiawaye FC         | 14  | 17 | 3  | 5 | 9  | 4  | 13 | -9   |
| 10   | ASC Renaissance       | 10  | 17 | 2  | 4 | 11 | 10 | 22 | -12  |

|  | Qualification pour la phase finale pour le titre             |
|  | Qualification pour la Coupe de la confédération 2009         |
|  | participation au barrage pour la Coupe de la confédération   |
|  | Relégation directe en Division 2                             |
|  | C : Vainqueur de la Coupe du Sénégal P : Promu de Division 2 |

### Phase finale

#### Finale
| 23 novembre 2008 | AS Douanes                | 2 - 1 | Casa Sport  | Stade Demba Diop, Dakar |                         |
|                  | M.Diouf 26e · Toupane 84e |       | A.O.Sow 52e | Arbitrage : Dame Diagne | Arbitrage : Dame Diagne |

#### Barrage pour la Coupe de la confédération
Les deux équipes ayant terminé deuxième de leur poule s'affrontent lors du match de classement pour la troisième place, qualificative pour la prochaine édition de la Coupe de la confédération.
| 23 novembre 2008 | ASC Yakaar      | 1 - 1 a.p. | ASC HLM de Dakar | Stade Demba Diop, Dakar |  |
|                  | Kassé 18e       |            | Mbaye 33e        |                         |  |
|                  | Tirs au but 5-4 |            |                  |                         |  |

## Bilan de la saison
| Championnat du Sénégal de football 2008 |                                |
| Champion                                | AS Douanes (5e titre)          |
| Coupes et trophées                      |                                |
| Vainqueur de la Coupe du Sénégal 2008   | ASC Diaraf                     |
| Qualifications continentales            |                                |
| Ligue des champions de la CAF 2009      | AS Douanes                     |
| Ligue des champions de la CAF 2009      | Casa Sport                     |
| Coupe de la confédération 2009          | ASC Diaraf                     |
| Coupe de la confédération 2009          | ASC Yakaar                     |
| Coupe de l'UFOA 2009                    | ASC HLM de Dakar               |
| Coupe de l'UFOA 2009                    | Stade de Mbour                 |
| Promotions et relégations               |                                |
| Promus en Division 1                    | Renaissance sportive de Yoff   |
| Promus en Division 1                    | Compagnie sucrière sénégalaise |
| Relégués en Division 2                  | ASC Renaissance de Dakar       |
| Relégués en Division 2                  | ASC Xam Xam                    |